# Формула-1 — Гран-прі Німеччини 2008
Гран-прі Німеччини 2008 року — десятий етап чемпіонату світу 2008 року з автоперегонів у класі Формула-1, відбувся з 18 по 20 липня на автодромі Гоккенгаймринг (Хоккенхайм, Німеччина). Перемогу, як і два тижні до цього, святкував британець Льюїс Гамільтон, який після перемоги на домашньому для себе і для команди «Макларен» британському гран-прі, виграв домашній етап і для мотористів Мерседесу. Це дозволило йому одноособово очолити залік чемпіонату пілотів з перевагою у чотири очки над найближчим переслідувачем (Феліпе Масса). 
Гран-прі Німеччини проходив після річної перерви: у 2007 році його не було у календарі чемпіонату, але був Гран-прі Європи, що пройшов на Нюрбургринзі; з цього року Гран-прі Німеччини було поновлено і два найвідоміші німецькі автодроми повинні щорічно чергуватися у його проведенні.
Гамільтон мав відчутну перевагу над суперниками протягом усього вікенду. Після завоювання поул-позишн і успішного старту, він впевнено лідирував протягом першої половини перегонів і зміг отримати значний часовий гандикап над переслідувачами. Але аварія Тімо Глока на 35 колі (на боліді ламається задня права підвіска і машину кидає на піт-волл, велика кількість уламків усіює стартову пряму) спричинила виїзд машини безпеки на трасу і часовий розрив було анульовано. Машина безпеки залишалась на трасі з 36 по 41 коло. Протягом цього часу майже весь пелотон поїхав на другий піт-стоп. Лише декілька пілотів залишилися у пелотоні, не поїхавши на дозаправку, у тому числі й лідер перегонів, Льюїс Гамільтон. Оскільки у нього залишалося пального ще на 8-9 кіл, то команда вирішила ризикнути й поклалася на швидкість боліда та пілота. Після рестарту Гамільтон завдяки більш легкому боліду почав відігрувати час. Але після піт-стопу на 50 колі британець повертається на трасу тільки п'ятим відразу у 0,4 секунди від свого напарника, Гейккі Ковалайнена. На 52-му колі Льюїс обганяє фінна. На 53-му колі лідер перегонів, німець Нік Гайдфельд, заїжджає на піт-стоп і повертається у пелотон за британцем, а в цей час очолює пелотон юний бразилець Нельсон Анжело Піке на «Рено». Це несподіване лідерство бразильця було викликано успішною стратегією, що була використана командою: бразилець планував лише один піт-стоп і так вийшло, що зробив він його відразу після аварії Тімо Глока, коли піт-лейн ще не було закрито; далі все залежало від стабільної їзди Піке з обережним ставленням до гуми. На 57-му колі Гамільтон обганяє Массу, а контратака у бразильця не вийшла. На 60-му колі британець обганяє і молодого бразильця: Піке розуміє, що Гамільтону потрібна лише перемога, що машина у нього значно швидша, а гума новіша, тому обгін вийшов простим і майже без заперечень з боку бразильця. Для Нельсона, який досить погано стартував у чемпіонаті й на якого здійснювався значний тиск протягом першої половини сезону, і у доробку якого було лише два очка, для нього важливішим було доїхати до фінішу на подіумі, чим спробувати поборотися за перемогу, що могло призвести навіть і до сходу.
На подіумі вперше з Гран-прі Бельгії 1991 року опинилося аж два бразильці, тоді це були триразові чемпіони: Айртон Сенна і батько Нельсіньо — Нельсон Піке. 

## Класифікація

### Кваліфікація
|    | Пілот               | Команда            | 1 частина | 2 частина | 3 частина |
| -- | ------------------- | ------------------ | --------- | --------- | --------- |
| 1  | Льюїс Гамільтон     | Макларен-Мерседес  | 1:15.218  | 1:14.603  | 1:15.666  |
| 2  | Феліпе Масса        | Феррарі            | 1:14.921  | 1:14.747  | 1:15.859  |
| 3  | Гейккі Ковалайнен   | Макларен-Мерседес  | 1:15.476  | 1:14.855  | 1:16.143  |
| 4  | Ярно Труллі         | Тойота             | 1:15.560  | 1:15.122  | 1:16.191  |
| 5  | Фернандо Алонсо     | Рено               | 1:15.917  | 1:14.943  | 1:16.385  |
| 6  | Кімі Ряйкконен      | Феррарі            | 1:15.201  | 1:14.949  | 1:16.389  |
| 7  | Роберт Кубіца       | Заубер-БМВ         | 1:15.985  | 1:15.109  | 1:16.521  |
| 8  | Марк Веббер         | Ред Булл-Рено      | 1:15.900  | 1:15.481  | 1:17.014  |
| 9  | Себастьян Феттель   | Торо Россо-Феррарі | 1:15.532  | 1:15.420  | 1:17.244  |
| 10 | Девід Култгард      | Ред Булл-Рено      | 1:15.975  | 1:15.338  | 1:17.503  |
| 11 | Тімо Глок           | Тойота             | 1:15.560  | 1:15.508  |           |
| 12 | Нік Гайдфельд       | Заубер-БМВ         | 1:15.596  | 1:15.581  |           |
| 13 | Ніко Росберг        | Вільямс-Тойота     | 1:15.863  | 1:15.633  |           |
| 14 | Дженсон Баттон      | Хонда              | 1:15.993  | 1:15.701  |           |
| 15 | Себастьєн Бурде     | Торо Россо-Феррарі | 1:15.927  | 1:15.858  |           |
| 16 | Кадзукі Накадзіма   | Вільямс-Тойота     | 1:16.083  |           |           |
| 17 | Нельсон Піке (мол.) | Рено               | 1:16.189  |           |           |
| 18 | Рубенс Барікелло    | Хонда              | 1:16.246  |           |           |
| 19 | Адріан Сутіл        | Форс Індія-Феррарі | 1:16.657  |           |           |
| 20 | Джанкарло Фізікелла | Форс Індія-Феррарі | 1:16.963  |           |           |

### Перегони
|      | Пілот               | Команда            | Кіл | Час         | Старт | Очок |
| ---- | ------------------- | ------------------ | --- | ----------- | ----- | ---- |
| 1    | Льюїс Гамільтон     | Макларен-Мерседес  | 67  | 1:31:20.874 | 1     | 10   |
| 2    | Нельсон Піке (мол.) | Рено               | 67  | +5.5        | 17    | 8    |
| 3    | Феліпе Масса        | Феррарі            | 67  | +9.3        | 2     | 6    |
| 4    | Нік Гайдфельд       | Заубер-БМВ         | 67  | +9.8        | 12    | 5    |
| 5    | Гейккі Ковалайнен   | Макларен-Мерседес  | 67  | +12.4       | 3     | 4    |
| 6    | Кімі Ряйкконен      | Феррарі            | 67  | +14.4       | 6     | 3    |
| 7    | Роберт Кубіца       | Заубер-БМВ         | 67  | +22.6       | 7     | 2    |
| 8    | Себастьян Феттель   | Торо Россо-Феррарі | 67  | +33.2       | 9     | 1    |
| 9    | Ярно Труллі         | Тойота             | 67  | +37.1       | 4     |      |
| 10   | Ніко Росберг        | Вільямс-Тойота     | 67  | +37.6       | 13    |      |
| 11   | Фернандо Алонсо     | Рено               | 67  | +38.6       | 5     |      |
| 12   | Себастьєн Бурде     | Торо Россо-Феррарі | 67  | +39.1       | 15    |      |
| 13   | Девід Култгард      | Ред Булл-Рено      | 67  | +54.9       | 10    |      |
| 14   | Кадзукі Накадзіма   | Вільямс-Тойота     | 67  | +60.0       | 16    |      |
| 15   | Адріан Сутіл        | Форс Індія-Феррарі | 67  | +69.4       | 19    |      |
| 16   | Джанкарло Фізікелла | Форс Індія-Феррарі | 67  | +84.0       | 20    |      |
| 17   | Дженсон Баттон      | Хонда              | 66  | +1 коло     | 14    |      |
| схід | Рубенс Барікелло    | Хонда              | 50  | аварія      | 18    |      |
| схід | Марк Веббер         | Ред Булл-Рено      | 40  | витік масла | 8     |      |
| схід | Тімо Глок           | Тойота             | 35  | підвіска    | 11    |      |

Найшвидше коло: Нік Гайдфельд — 1:15.987.
Кола лідирування: Льюїс Гамільтон — 54 (1-18, 22-37, 39-50, 60-67), Нельсон Піке (мол.) — 6 (54-59), Феліпе Масса — 3 (19-20, 38), Нік Гайдфельд — 3 (51-53), Гейккі Ковалайнен — 1 (21).